# Kjúsú
Kjúsú (japánul: 九州, Kyūshū) Japán harmadik legnagyobb szigete, és a négy fősziget közül a délnyugati fekvésű.
A sziget hegyvidékes domborzatú, és itt található az ország legaktívabb tűzhányója, az Aszo-hegy. Számos más jel is utal a tektonikus tevékenységre, például a számos hévizes forrás (onszen). A legnevezetesebbek a keleti parti Beppu környékén, illetve a sziget középső részén, az Aszo-hegy környékén találhatók.

## Prefektúrák

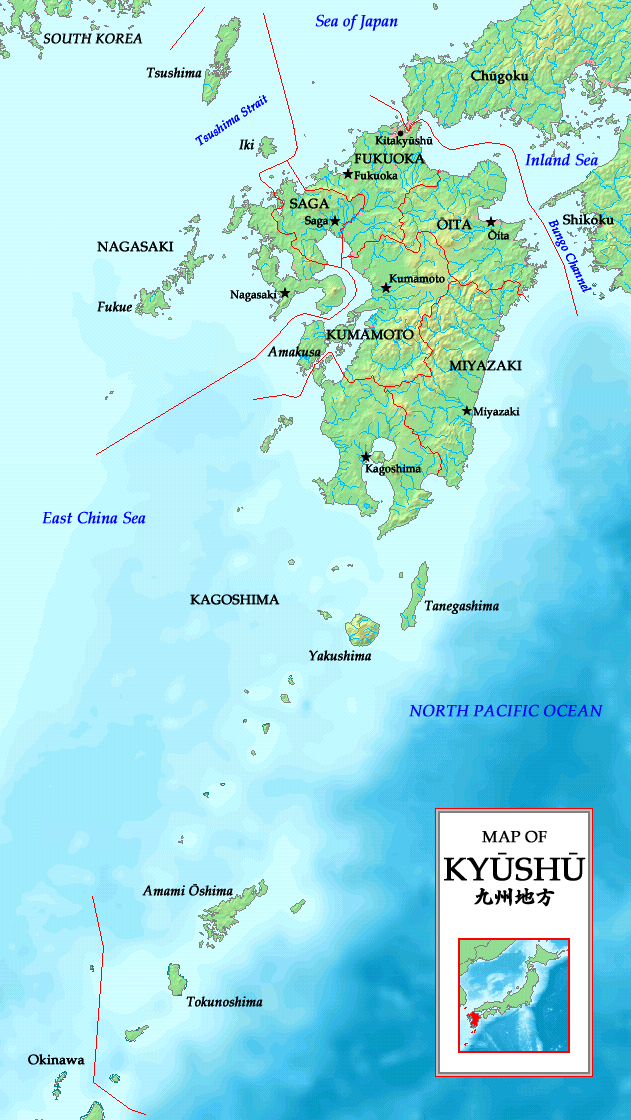
Kjúsú közigazgatása

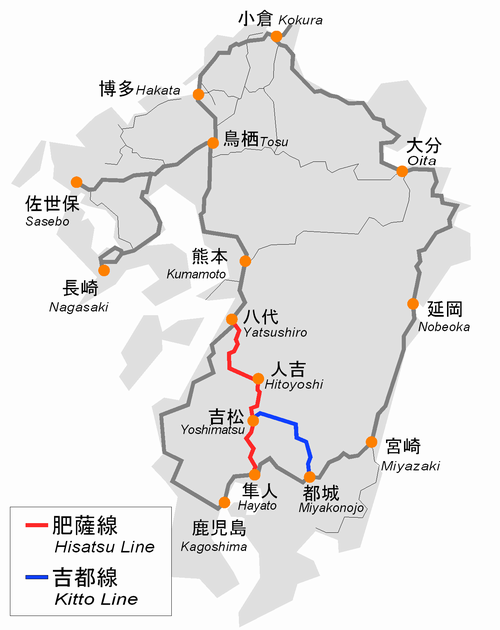
Kjúsú vasútvonalai

A sziget hét prefektúrára oszlik, amelyek Okinava prefektúrával együtt alkotják Kjúsú régiót.
| Név                  | Terület (km²) | Népesség (fő, 2007) | Székhely  |
| -------------------- | ------------- | ------------------- | --------- |
| Fukuoka prefektúra   | 4 976,20      | 5 059 959           | Fukuoka   |
| Kagosima prefektúra  | 9 187,83      | 1 731 639           | Kagosima  |
| Kumamoto prefektúra  | 7 405,25      | 1 828 288           | Kumamoto  |
| Mijazaki prefektúra  | 7 734,78      | 1 142 868           | Mijazaki  |
| Nagaszaki prefektúra | 4 095,31      | 1 453 740           | Nagaszaki |
| Óita prefektúra      | 6 339,35      | 1 204 159           | Óita      |
| Szaga prefektúra     | 2 439,58      | 859 205             | Szaga     |
| Összesen             | 42 178,30     | 13 279 858          | –         |
| Okinava prefektúra   | 2 275,55      | 1 373 754           | Naha      |
| Kjúsú régió összesen | 44 453,85     | 14 653 612          | –         |

## Képek

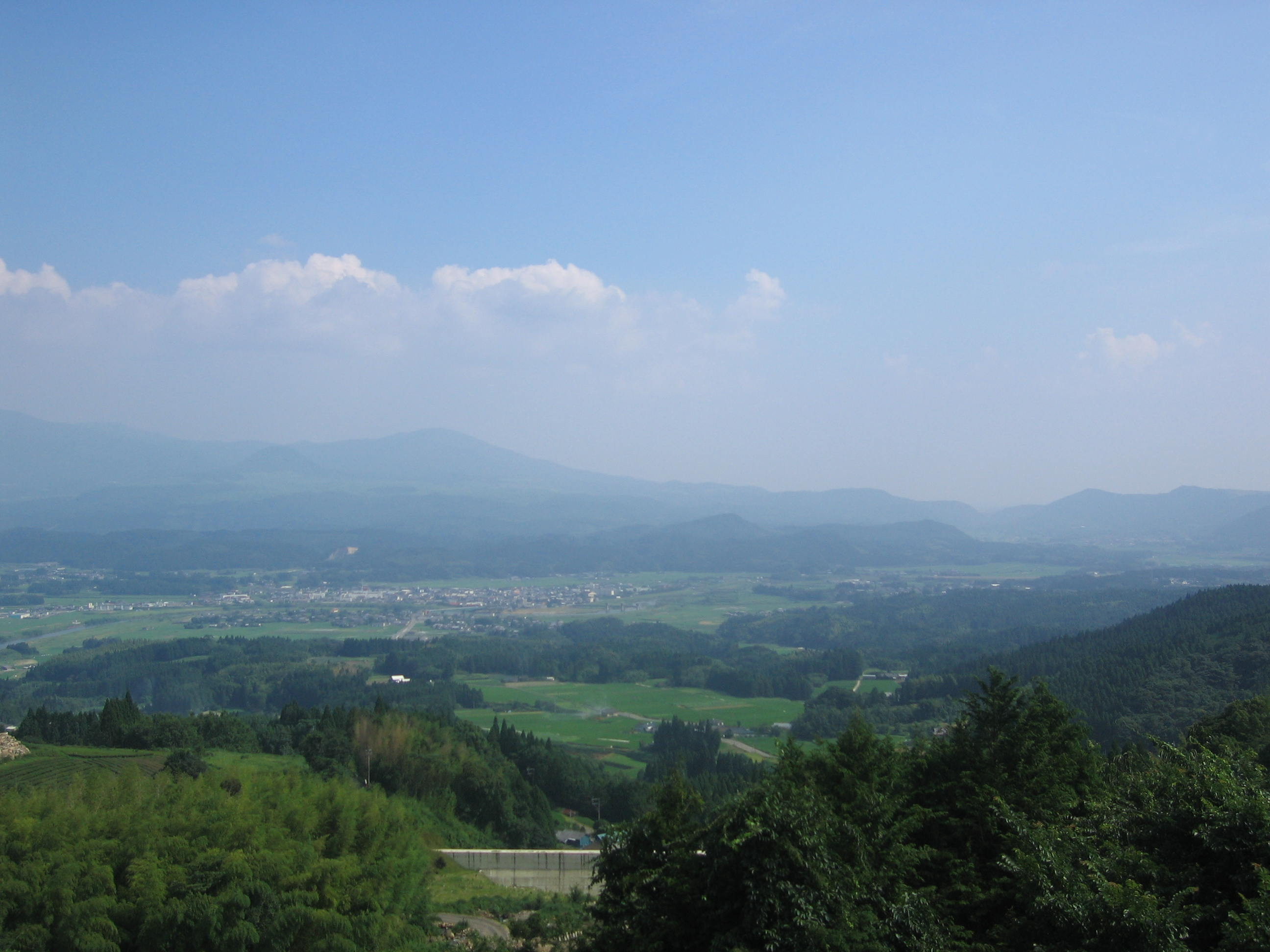
Vidéki táj
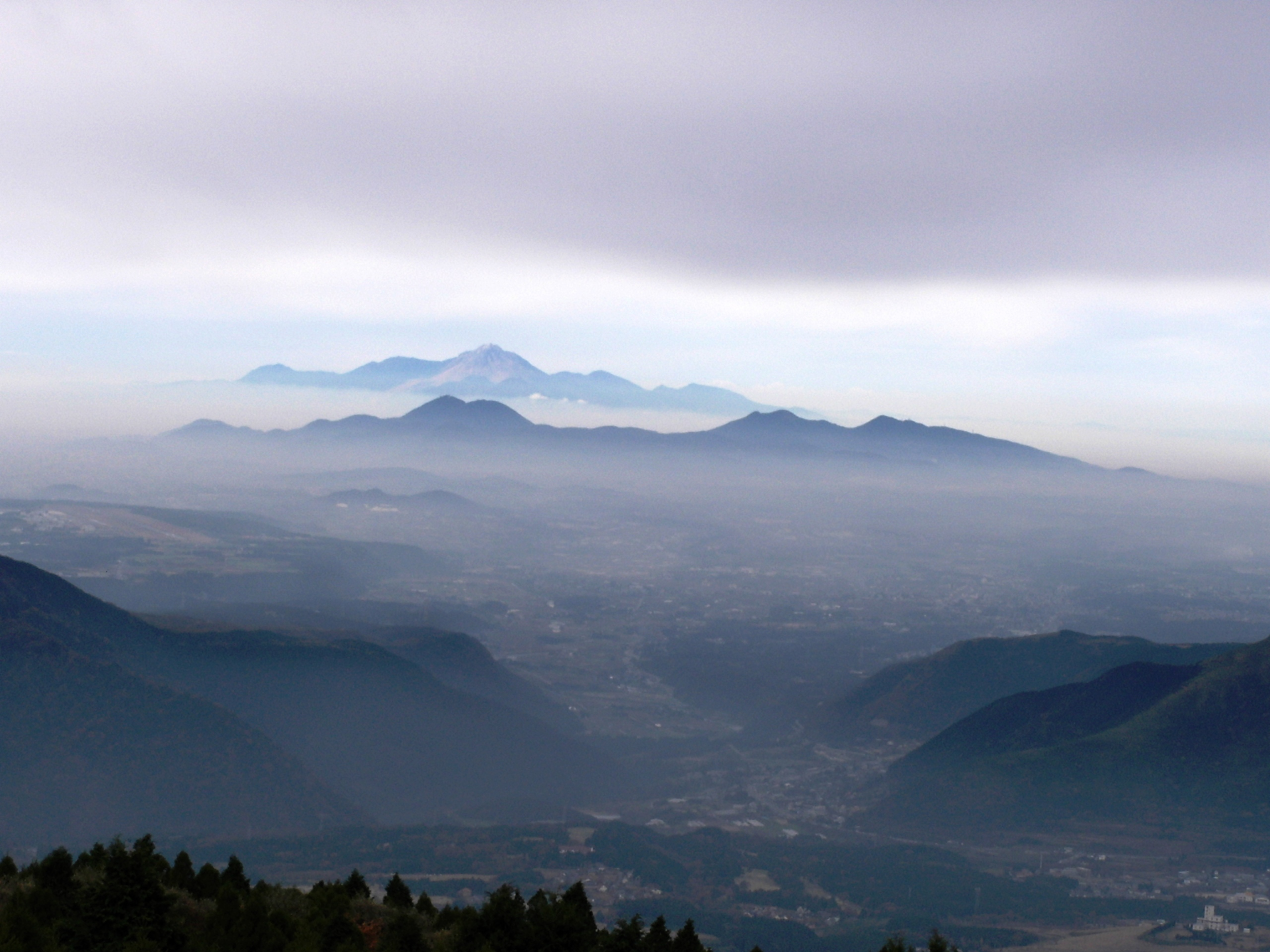
Az Aszo-hegy
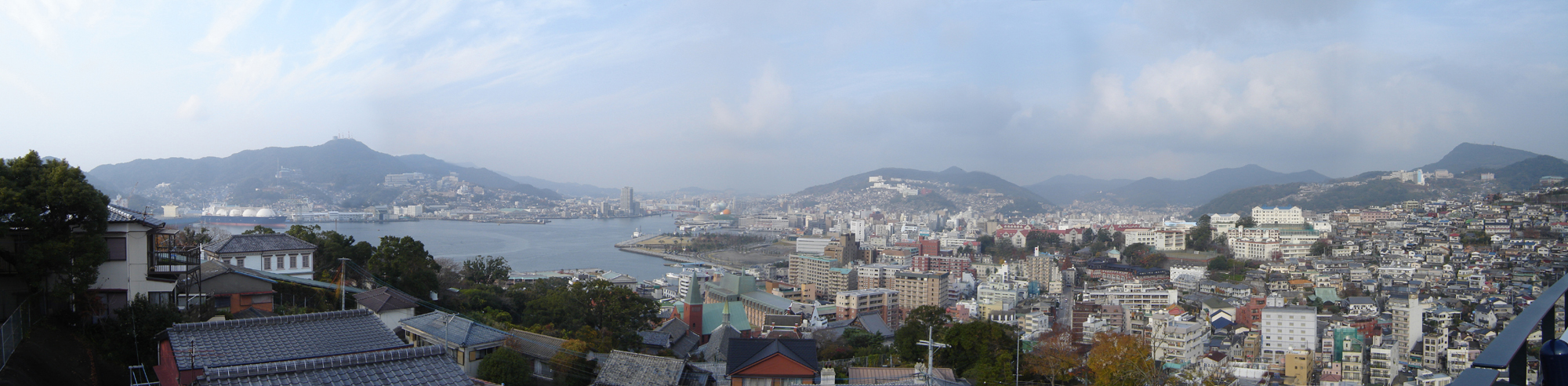
Nagaszaki panoráma
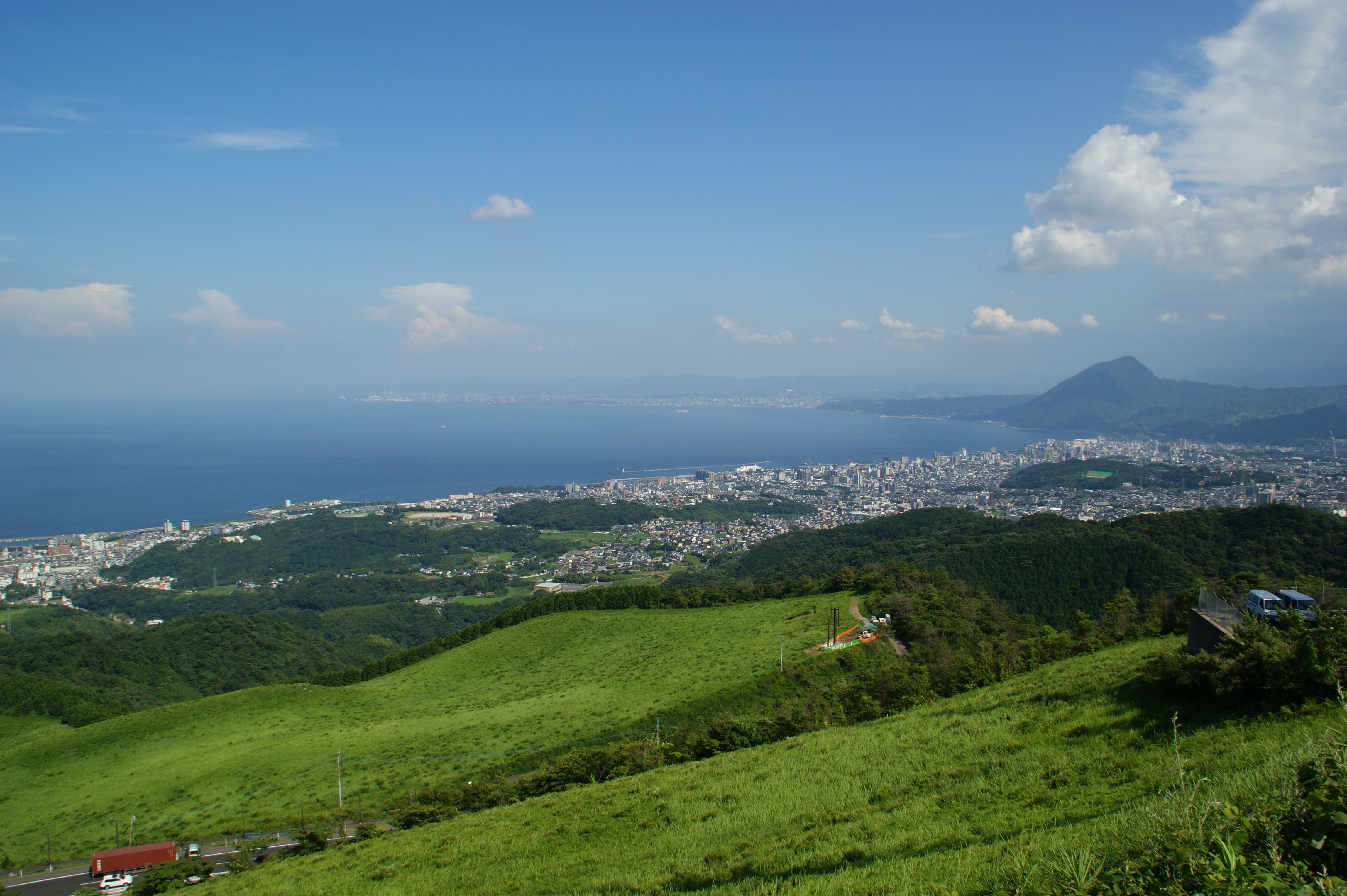
Beppu-öböl

## Fordítás
Ez a szócikk részben vagy egészben a Kyūshū című angol Wikipédia-szócikk ezen változatának fordításán alapul.  Az eredeti cikk szerkesztőit annak laptörténete sorolja fel. Ez a jelzés csupán a megfogalmazás eredetét és a szerzői jogokat jelzi, nem szolgál a cikkben szereplő információk forrásmegjelöléseként.